# Chthonia (Tochter des Alkyoneus)
Chthonia (altgriechisch Χθονία Chthonía) ist in der griechischen Mythologie eine der Alkyoniden, Töchter des Alkyoneus.
Chthonia wird gemeinsam mit ihren Schwestern Anthe, Methone, Alkippe, Pallene, Drimo und Asterie in Eisvögel verwandelt, als sie sich wegen Trauer um ihren verstorbenen Vater Alkyoneus von einer Klippe stürzen.